# Ensifera
Ensifera este un subordin de insecte ortoptere care cuprinde cosașii, greierii, coropișnițele. Au antene lungi, mai lungi decât jumătatea lungimii corpului, fiind alcătuite din peste 30 de articole. Organul stridulant este tegmino-terminal; stridulația se produce prin frecarea tegminei stângi de cea dreaptă. Organul timpanal se  află aproape de baza tibiei anterioare. Oviscaptul este lung, cu valvele strâns unite, uneori lipsind. Ouăle sunt depuse câte unul, fără să formeze ooteci.